# Нижний Двойник (приток Печоры)
Ни́жний Двойни́к (Двойник; в верхнем течении — Средний Двойник) — река в России, течёт по территории Ижемского района Республики Коми. Исток реки располагается в лесной болотистой местности на высоте 132 м над уровнем моря. Устье реки находится в 562 км по правому берегу Печоры у села Кипиево. Длина реки — 116 км, площадь водосборного бассейна — 862 км².

## Данные водного реестра
По данным государственного водного реестра России относится к Двинско-Печорскому бассейновому округу, водохозяйственный участок реки — Печора от впадения реки Уса до водомерного поста Усть-Цильма, речной подбассейн реки — бассейны притоков Печоры ниже впадения Усы. Речной бассейн реки — Печора.